# Chitinotylenchus paragracilis
Chitinotylenchus paragracilis är en rundmaskart. Chitinotylenchus paragracilis ingår i släktet Chitinotylenchus och familjen Tylenchidae. Inga underarter finns listade i Catalogue of Life.